# Naval Strike Missile
Die Naval Strike Missile, kurz NSM oder auch als Nytt sjømålsmissil (norwegisch; zu deutsch Neue Seezielrakete) bezeichnet, ist ein norwegischer Seezielflugkörper mit Tarnkappeneigenschaften. Die Waffe ist speziell auch für küstennahe Operationen in den norwegischen Fjorden und Einsatz von kleinen Einheiten wie Schnellbooten und Hubschraubern ausgelegt.

## Entwicklung
Die NSM entstand aufgrund einer Forderung der Norwegische Marine. Diese wollten die aus den 1960er-Jahren stammende Penguin durch einen modernen Seezielflugkörper ersetzen. Die Penguin wurde nach zwei besonderen Vorgaben konstruiert, wodurch er sich deutlich von den weit verbreiteten Flugkörpern Exocet und AGM-84 Harpoon unterschied:
- Die Waffe musste von kleinen Einheiten einsetzbar sein. Die Penguin ist deshalb nur etwa zwei Drittel so schwer wie die besagten Antischiffswaffen.
- Die sonst üblichen Radarsucher könnten in den engen Fjorden nicht eingesetzt werden, da die Felsen und das daraus folgende Radarecho ein zu großes Fehlerpotenzial darstellen würden. Deshalb wurde ein Infrarotsuchkopf verbaut.

Diese speziellen Anforderungen und letztlich auch Exportvorteile sollten für die NSM beibehalten werden. Alle anderen Parameter sollten jedoch über Bord geworfen werden, um einer Neukonstruktion unter Berücksichtigung aller technischen Fortschritte Platz zu machen. Insbesondere wurde Wert auf einen vollkommen neuen Antrieb mit einer erheblich höheren Reichweite, eine ganz neue Elektronik, welche gegen jegliche Störmaßnahmen immun sein sollte, sowie eine erhöhte Sprengwirkung bei gleichem Sprengkopfgewicht gelegt.
Der Vertrag über die Entwicklung wurde 1996, derjenige über die Serienproduktion für die Norwegische Marine wurde im Juni 2007 unterzeichnet. Die ersten Exemplare wurden 2012 zu Testzwecken an die Norwegische Marine ausgeliefert. Die NSM wird vom norwegischen Unternehmen Kongsberg Defence & Aerospace, das sich in norwegischem Staatsbesitz befindet, in Zusammenarbeit mit MBDA, einem Gemeinschaftsunternehmen der EADS, BAE Systems und Leonardo, entwickelt.

### Joint Strike Missile
Für den Einsatz von F/A-18F Super Hornet und F-35 Lightning II, dem nächsten Kampfjet der norwegischen Luftstreitkräfte, wurde eine Variante namens Joint Strike Missile (JSM) entwickelt. Diese speziell für den Einsatz aus der Luft konstruierte Variante soll eine größere Reichweite und einen 2-Weg Datenlink aufweisen sowie zur Bekämpfung von Landzielen geeignet sein. JSM hat eine Länge von 4,00 m, wiegt 416 kg und soll eine maximale Reichweite von 555 km erzielen. Die Entwicklung wird von den norwegischen und den australischen Luftstreitkräften gemeinsam finanziert. Für dieses Projekt arbeitet Kongsberg zudem mit dem Rüstungskonzern Lockheed Martin zusammen, welcher auch Hersteller der F-35 ist.
Das Testprogramm der NSM wurde auf dem US Navy Raketenschießplatz Point Mugu sowie in Frankreich durchgeführt. Das Testprogramm erlitt einen empfindlichen Rückschlag, als eine Rakete nicht startete und sicherheitshalber gesprengt werden musste. Im Juli 2018 wurde die Entwicklungsphase mit einem Testschuss ab einer F-16 Fighting Falcon abgeschlossen. In der folgenden Integrationsphase wurde für die F-35 Lightning II bis 2022 ein Softwareupdate entwickelt. Ab 2025 soll die NSM ab diesem Flugzeugmuster einsatzbereit sein.
Im Mai 2024 bestellte die United States Air Force ein erstes Los der total 269 geplanten JSM. Bei den Streitkräften der Vereinigten Staaten wird die JSM als AGM-184A Kraken bezeichnet.
Deutschland beschloss im Juni 2025 ebenfalls die Beschaffung von JSM für die F-35A der Luftwaffe mit einem Auftragsvolumen von 564 Millionen Euro.

## Technik
Der Lenkflugkörper hat bei einem Gewicht von 407 kg, respektive 345 kg ohne Booster, eine Länge von 3,96 m und eine Spannweite von 1,36 m. Vor dem Start sind die Flügel gefaltet, wodurch sich die Spannweite auf 70 cm reduziert.
Der Flugkörper soll eine besonders hohe Überlebensfähigkeit aufweisen. Zu diesem Zweck wurde die Radarsignatur auf ein Minimum reduziert, womit er sich von anderen westlichen Seezielflugkörpern, die nur verbesserte Versionen von jahrzehntealten Designs sind, klar abhebt. Erreicht wird diese Verringerung der Radarsignatur hauptsächlich durch die Verwendung von Verbundwerkstoffen an Stelle von metallischen Werkstoffen sowie durch eine optimierte Formgebung. Zudem ist die NSM als Sea Skimmer ausgelegt, das heißt, der Flugkörper fliegt nur wenige Meter über der Meeresoberfläche. Dadurch wird die Wahrscheinlichkeit des Aufklärens des Flugkörpers verringert, weil Radarsysteme aufgrund der Erdkrümmung die Schicht direkt über der Erdoberfläche nur in einem relativ kleinen Umkreis abtasten können. Durch diese beiden Maßnahmen – Stealth und Sea Skimming – wird die Entdeckung und somit die Chancen, den Flugkörper abzufangen, so weit wie möglich reduziert. Die Lenkung der Waffe erfolgt in dieser Phase durch ein kombiniertes Navigationssystem bestehend aus GPS und INS.
In der Schlussphase ist das Ziel nicht mehr primär, eine frühzeitige Entdeckung zu vermeiden, sondern möglichen harten (z. B. Phalanx CIWS) und weichen (z. B. Flares) Abwehrmaßnahmen zu widerstehen. Um Beschuss durch Nahbereichsverteidigungssystemen zu entgehen, fliegt der Flugkörper in der Endphase vorprogrammierte Ausweichmanöver, welche aus Kurven in allen drei Dimensionen bestehen und laut Hersteller irrational und somit nicht vorhersehbar sind. Die Lenkung erfolgt in dieser Phase durch einen bilddarstellenden Infrarotsuchkopf auf Basis eines Dual-Band-Zeilensensors, der sowohl im fernen als auch mittleren Infrarotbereich arbeitet. Dieser ist mit einer Datenbank von Infrarotsignaturen von möglichen Zielen gekoppelt. Findet der Flugkörper keine mit den programmierten Zielen übereinstimmende Infrarotsignatur, zerstört er sich selbst. Durch dieses Verfahren kann auch eine Täuschung durch Flares ausgeschlossen werden: Während frühere infrarotgelenkte Flugkörper wie die Penguin automatisch auf den jeweils stärksten Wärmeemittenten zielten, soll das neue System die gesamte Infrarotsignatur erkennen können und so den kleinen Flare vom größeren Schiff unterscheiden können. Für die Zukunft ist außerdem eine Datenverbindung („data link“) geplant, um die Zielprogrammierung im Flug zu verändern.
Die Zieleinwirkung wird durch die Explosion eines etwa 125 kg schweren panzerbrechenden Splittergefechtskopfes erzielt. Dieser ist aus einer Titanlegierung gefertigt und kann je nach Einstellung in einer bestimmten Eindringtiefe im Ziel explodieren. Dank des bildgebenden Sensors kann auch der genaue Einschlagspunkt vor dem Start dynamisch gewählt werden. Obwohl die Gefechtsladung etwa gleich schwer ist wie diejenige der Penguin, soll mittels einer neu entwickelten Anordnung die doppelte Schadenswirkung erzielt werden können.
Als Antrieb dient ein Feststoffraketenbooster, welcher den Flugkörper aus seinem Startkanister befördert und beschleunigt. Anschließend übernimmt ein „Microturbo“-Turbojet-Triebwerk, das eine Reichweite von etwa 185 km ermöglichen soll. Im Vergleich dazu kann die gleich schwere Vorgängerin Penguin über maximal 40 km eingesetzt werden und die um mehr als 50 Prozent schwerere Exocet erreicht maximal 200 km. Die Naval Strike Missile verwendet den Zünder „PIMPF“ (Programmable Intelligent Multi Purpose Fuze), der auch im Taurus-Marschflugkörper eingebaut ist.
Die NSM kann auch gegen schwach befestigte, küstennahe Landziele eingesetzt werden. Die Kombination aus GPS/INS und dem programmierbaren bilddarstellenden Infrarotsuchkopf ermöglicht auch die Bekämpfung von kleinen und beweglichen Zielen. So konnte in einem Test ein LKW zerstört werden.

## Verbreitung
Australien
Die Royal Australian Navy will mit der NSM die RGM-84 Harpoon ersetzen.
 Dänemark
Die Dänische Marine ersetzt auf den Schiffen der Iver-Huitfeldt-Klasse die RGM-84 Harpoon mit der NSM.
 Deutschland
Bei der Deutschen Marine ist vorgesehen, den NSM Block 1A auf den Fregatten der Sachsen-, Baden-Württemberg- und Niedersachsen-Klasse einzusetzen. Sie würden dabei auf den Klassen 124 und 125 die AGM-84 Harpoon ersetzen. Mitte der 2020er Jahre soll auf den ersten Schiffen der NSM einsatzbereit sein. Die Beschaffung geschieht dabei zusammen mit der norwegischen Beschaffungsagentur Forsvarsmateriell mit einem Vertragswert von 4404 MNOK (ca. 425 Millionen Euro). Der Vertragsschluss über die Lieferung erfolgte am 8. Juli 2021.
Die Luftwaffe wird außerdem die Joint Strike Missile als Seezielflugkörper für die F-35A einsetzen.
 Japan
Die Selbstverteidigungsstreitkräfte verwenden Joint Strike Missile mit der F-35 Lightning II.
 Kanada
Die NSM soll auf den drei Schiffen der River-Klasse der Royal Canadian Navy zum Einsatz kommen.
 Malaysia
Die NSM soll auf den sechs Schiffen der Maharaja Lela-Klasse der Malaysischen Marine zum Einsatz kommen.
 Niederlande
Die NSM soll auf den Schiffen der Koninklijke Marine die RGM-84 Harpoon ersetzen.
 Norwegen
Die Norwegische Marine verwendet die NSM auf ihren Schnellbooten der Skjold-Klasse sowie den Fregatten der Fridtjof-Nansen-Klasse als Seezielflugkörper. Außerdem soll die Waffe auf den Hubschraubern der Marine eingeführt werden und die norwegischen Luftstreitkräfte werden die Variante Joint Strike Missile zusammen mit den F-35 Kampfjets beschaffen. Nicht beschafft werden soll hingegen die landgestützte Küstenverteidigungsversion, da ein LKW-System für die stark zerklüftete Küste Norwegens als zu wenig mobil erachtet wird. Weitere Gründe dürften die zunehmende Orientierung hin zu internationalen Einsätzen sowie Budgetbeschränkungen sein.
 Polen
Bei den Polnischen Streitkräften kommt NSM zur Küstenverteidigung zum Einsatz.
 Rumänien
Die Rumänische Marine wird die NSM auf Schiffen und zur Küstenverteidigung einsetzten.
 Spanien
Die Armada Española will mit der NSM die RGM-84 Harpoon ersetzen.
 Vereinigte Staaten
Bei der United States Navy kommt die NSM auf den Littoral Combat Ships der Freedom-Klasse und der Independence-Klasse zum Einsatz. Daneben wurden 2024 auch Teststarts ab Zerstörern der Arleigh-Burke-Klasse durchgeführt. Weiter soll NSM auch auf den zukünftigen Fregatten der Constellation-Klasse installiert werden. In der Nomenklatur der Streitkräfte der Vereinigten Staaten wird die NSM RGM-184A bzw. AGM-184A Kraken bezeichnet.
 Vereinigtes Königreich
Die Royal Navy ersetzt auf den Schiffen der Duke-Klasse und Daring-Klasse die RGM-84 Harpoon mit der NSM.